# Tramways et Messageries du Sahel

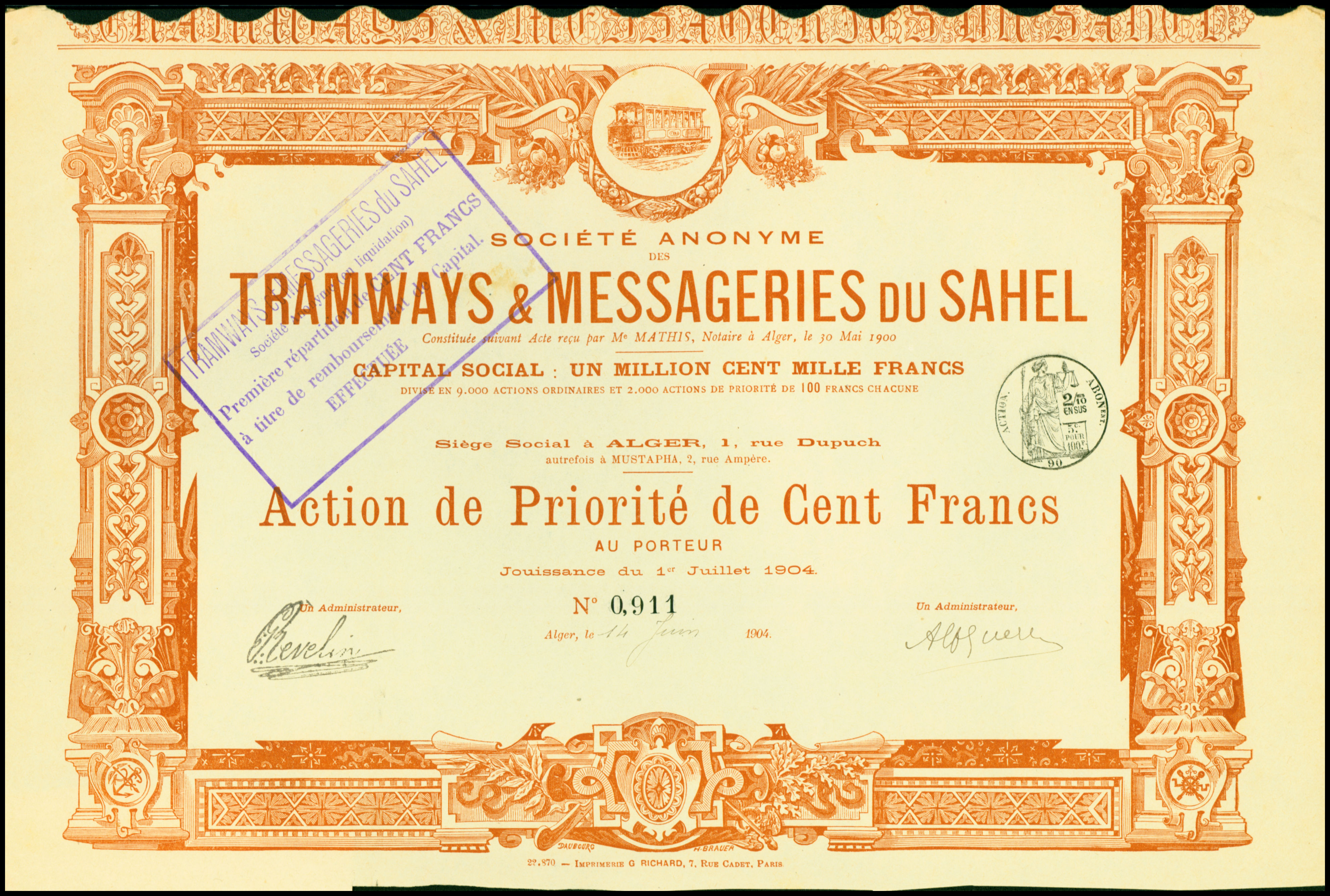
Action de la S. A. des Tramways et Messageries du Sahel en date du 14 juin 1904

La société anonyme des Tramways et Messageries du Sahel est créée à Alger le 10 mai 1900. Son siège se trouve 1 rue Dupuch, dans cette ville. Une ligne entre Alger et El Biar (Châteauneuf) a été concédée à Monsieur Adolphe Dalaise par le département d'Alger le 1er octobre 1899.
La société disparait en 1937, absorbée par la société des Chemins de fer sur routes d'Algérie. Le tramway disparait alors, remplacé par un trolleybus.
Le réseau comprenait une seule ligne de 6,4 kilomètres.

## La ligne
- Alger (Place du gouvernement) - El Biar - Châteauneuf (6,4km)

Le dépôt se trouvait à Châteauneuf.

## Matériel roulant
- Motrices à 2 essieux, N° 1 à 8
- Remorques à 2 essieux, 4 unités[3]